# Dassault Étendard IV
Étendard IV er et fransk militærfly produceret af Dassault.

## Brugere
- Frankrig